# Индианола (Айова)
Индианола (англ. Indianola) — город в округе Уоррен, штат Айова, США, в 18 милях к югу от Де-Мойна. Население согласно переписи 2010 года составляет 14782 человек. Город основан в 1849 году, и назван в честь одноимённого города в Техасе.
В Индианоле находится Национальный музей воздушных шаров. В городе четыре начальные школы, одна — средняя, и одна — старшая. Также в Индианоле находится Симпсон-колледж, основанный в 1860 году.